# Анна-Софія Муттер
Анна-Софія Муттер (нім. Anne-Sophie Mutter, 29 червня 1963 року, Райнфельден, Баден-Вюртемберг, ФРН) — німецька скрипалька, музична викладачка, учасниця міжнародних форумів. Одна з найбільш затребуваних і високооплачуваних скрипальок світу. Перша жінка, удостоєна Премії Ернста Сіменса (2008).

## Біографія
Анна-Софія Муттер вперше почала грати на піаніно у 5 років, але незабаром перейшла на скрипку. Навчалася у Ерни Гонігбергер, а після її смерті (1974) у Аїди Штукі. У 1975 році дебютувала з оркестром Тюбінгенського університету під керуванням Олександра Шумського. У 13-річному віці Муттер була звільнена від відвідування школи, коли Герберт фон Караян запросив її виступати разом з Берлінським філармонічним оркестром.
У 1977 році брала участь у Зальцбурзькому фестивалі, а також виступала з Англійським камерним оркестром. У 15-річному віці Муттер зробила перші записи (концерти Моцарта) спільно з Караяном і філармонійним оркестром.
У 1980 році Муттер виступила з Нью-Йоркським філармонічним оркестром, а 5 років потому нагороджена почесним членством (honorary fellow) Королівської музичної академії у Лондоні. В 1988 році, в рамках північноамериканського турне, Муттер виступала в Карнеґі-голі.
У 1989 році одружилася з Детлефом Вундерліхом. Народила дочку Арабеллу і сина Ріхарда. Чоловік помер у 1995 році від раку. У 2002 році одружилася з на 34 роки старшим 71-річним піаністом, диригентом і композитором Андре Превіном. 21 серпня 2006 року пара офіційно заявила про розлучення.
У жовтні 2006 року Анна-Софія Муттер заявила, що піде зі сцени у 45-річному віці (тобто в 2008), але через місяць повідомила, що її слова були неправильно потрактовані і що вона гратиме, поки відчуває в собі сили «приносити в музику щось нове, щось важливе і щось інше».
Муттер володіє двома скрипками Страдіварі (The Emiliani (1703) і Lord Dunn-Raven (1710)), а також скрипкою Регацці.

## Нагороди
- 1986 — Премія Академії Кіджі
- Греммі в категорії «краще інструментальне виконання сольним(и) виконавцем(ми) з оркестром»
  - 1994 — диригент Джеймс Лівайн, Чиказький симфонічний оркестр
  - 1999 — диригент Кшиштоф Пендерецький, Лондонський симфонічний оркестр
  - 2005 — з Андре Превіном
- Орден «За заслуги» (нім. Bundesverdienstkreuz) першого класу
- 2000 — Греммі в категорії «краще виконання камерної музики»
- 2001 — Премія Леоні Соннінг
- 2003 — Музична премія Герберта фон Караяна[de][9]
- 2005 — Орден літератури і мистецтва
- 2006 — Віктуар де ля мюзік
- 2008 — Премія Ернста Сіменса — перша жінка, яка отримала цю премію[3].
- 2018 — Золота медаль «За заслуги в культури Gloria Artis»

Введена в Зал слави журналу Gramophone.

## Дискографія
На лейблі Deutsche Grammophon:
- Mozart Violin Concertos Nos. 3 & 5 (1978)
- Beethoven Triple Concerto (1980)
- Brahms Violin Concerto (1982)
- Brahms Double Concerto (1983)
- Tchaikovsky Violin Concerto (1988)
- Lutosławski Partita & Chain 2/Stravinsky Violin Concerto (1988)
- Beethoven: The String Trios (1989)
- Bartok Violin Concerto No. 2/Moret En Rêve (1991)
- Berg Violin Concerto/Rihm Time Chant (1992)
- Carmen-Fantasie (1993)
- Romance (1995)
- Sibelius Violin Concerto (1995)
- The Berlin Recital (1996)
- Brahms Violin Concerto/Schumann Fantasy for Violin and Orchestra (1997)
- Penderecki Violin Concerto No. 2/Bartok Sonata for Violin and Piano No. 2 (1997)
- Beethoven The Violin Sonatas (1998)
- Vivaldi The Four Seasons (1999)
- Recital 2000 (2000)
- Lutosławski Partita for Violin and Orchestra/Chain 2 (2002)
- Beethoven Violin Concerto (2002)
- Tango Song and Dance (2003)
- Previn Violin Concerto/Bernstein Serenade (2003)
- Tchaikovsky & Korngold Violin Concertos (2004)
- Dutilleux Sur le même accord/Bartok Violin Concerto No. 2/Stravinsky Concerto en ré (2005)
- Mozart The Violin Concertos (2005)
- Mozart Piano Trios K502, K542, K548 (2006)
- Mozart The Violin Sonatas (August 2006)
- Simply Anne-Sophie (2006)
- Gubaidulina in tempus praesens (2008)

На лейблі EMI:
- Mozart Violin Concertos Nos. 2 & 4 (1982)
- Bach Violin Concertos/Concerto for Two Violins and Orchestra (1983)
- Brahms Violin Sonatas (1983)
- Vivaldi The Four Seasons (1984)
- Lalo: Symphonie Espagnole/Sarasate: Zigeunerweisen (1985)
- Mozart Violin Concerto No. 1, Sinfonia Concertante (1991)

На лейблі Erato Records:
- Glazunov Violin Concerto/Prokofiev Violin Concerto No. 1 (1989)